# Francis Zammit Dimech
Francis Zammit Dimech (ur. 23 października 1954 w St. Julian’s, zm. 21 kwietnia 2025) – maltański polityk i prawnik, długoletni parlamentarzysta krajowy i minister, poseł do Parlamentu Europejskiego VIII kadencji.

## Życiorys
Absolwent szkoły średniej St Aloysius' College, w 1979 ukończył studia prawnicze na Uniwersytecie Maltańskim. W 2013 uzyskał dyplom MBA na University of Reading. W latach 1978–1979 był przewodniczącym rady przedstawicieli studentów. Zawodowo zajmował się m.in. konsultingiem i praktyką prawniczą.
Zaangażował się w działalność polityczną w ramach Partii Narodowej. W 1981 po raz pierwszy kandydował do Izby Reprezentantów. Mandat posła uzyskał w wyborach w 1987. Skutecznie ubiegał się o reelekcję w kolejnych głosowaniach w 1992, 1996, 1998, 2003, 2008 i 2013. W 1990 objął pierwszą funkcję rządową jako parlamentarny sekretarz w ministerstwie rozwoju infrastruktury. W 1992 w rządzie Edwarda Fenecha Adamiego został ministrem transportu i łączności, w 1994 otrzymał natomiast nominację na ministra środowiska (do 1996). Powrócił na ten urząd po dwuletniej przerwie w 1998, w 2002 po reorganizacji został ministrem ds. zasobów naturalnych i infrastruktury, a w 2003 ministrem turystyki, sprawując ten urząd do 2008. Do rządu powrócił w 2012, kiedy premier Lawrence Gonzi powierzył mu kierowanie resortem spraw zagranicznych. Zakończył pełnienie tej funkcji w 2013 wraz z porażką wyborczą Partii Narodowej. W tym samym roku ubiegał się o przywództwo w swoim ugrupowaniu, zajął trzecie miejsce (wyprzedzili go Simon Busuttil i Mario de Marco).
W 2014 bez powodzenia kandydował do Europarlamentu, a w 2017 utracił mandat poselski. W tym samym roku zasiadł w Parlamencie Europejskim VIII kadencji, gdy z funkcji europosła zrezygnowała Therese Comodini Cachia. Dołączył do frakcji chadeckiej. Członkiem PE pozostawał do końca kadencji w 2019. W 2024 został wyznaczony na osobę pełniącą obowiązki prezydenta na wypadek absencji głowy państwa na okres prezydentury Myriam Spiteri Debono.